# هيو بلير
هيو بلير (بالإنجليزية: Hugh Blair)‏ الحائز على جائزة زمالة الجمعية الملكية في إدنبرة (7 أبريل 1718 – 27 ديسمبر 1800) كان رجل دين، وكاتبًا، ومعلم بلاغة اسكتلنديًا. يُعد بلير واحدًا من أوائل المنظرين العظماء في الخطاب المكتوب.
كان لتعاليم بلير تأثير كبير في المجالات العلمانية والروحانية بصفته رجل دين في كنيسة اسكتلندا وباعتباره شغل منصب رئيس البلاغة والدراسات الأدبية في جامعة إدنبرة. اشتهر بلير بسبب سلسلة المواعظ المؤلفة من خمسة مجلدات عن الأخلاق المسيحية العملية ومحاضرات عن البلاغة والدراسات الأدبية، إلى جانب كونه دليلًا إرشاديًا حول التأليف. شكل بلير جزءًا مهمًا من التنوير الإسكتلندي.

## حياته
وُلد بلير في إدنبرة لعائلة مشيخية متعلمة. كان والده جون بلير، أحد تجار إدنبرة. كان هيو الحفيد الأكبر للقس روبرت من سنت أندروز.
كان واضحًا منذ وقت مبكر من عمر بلير أنه طفل ضعيف يجب أن يتلقى تعليمه في المدرسة الثانوية من أجل الحياة في الكنيسة. درس بلير في المدرسة الثانوية، والتحق بجامعة إدنبرة ودرس فيها الفلسفة الأخلاقية والأدب، وتخرج في جامعة أريزونا في سن الحادية والعشرين. تُعد أطروحته، «أطروحة فلسفية عن الأسس والالتزامات بقانون الطبيعة»، مقدمةً لسلسلة المواعظ التي نُشرت لاحقًا، وهي تناقش مبادئ الأخلاق والفضيلة.
حصل بلير على رخصته واعظًا مشيخيًا في عام 1741، أي بعد عامين من نشر أطروحته، وبعد ذلك بوقت قصير، سمع إيرل من ليفين عن شعبية بلير وقدمه إلى كنيسة أبرشية كوليسي في فايف ليصبح رجل دين فيها. انتُخب بلير في عام 1743 ليكون المسؤول الثاني عن كانونجيت كيرك، ورُقي إلى منصب المسؤول الأول في عام 1745. عُيّن بلير في كنيسة السيدة يستر في عام 1754، وبعد أربع سنوات، رُقي إلى الكنيسة العليا في سانت جايلز، وهي أعلى منصب يمكن أن يحققه رجل دين في اسكتلندا. حافظ بلير على هذا المنصب لسنوات عديدة ونشر خلال هذا الوقت سلسلة من خمسة مجلدات تحمل عنوان المواعظ.
تحول بلير إلى الجانب التعليمي بعد تحقيقه نجاحًا كبيرًا في الكنيسة. حصل في عام 1757 على درجة الدكتوراه الفخرية في اللاهوت من كنيسة سنت أندروز، ثم بدأ بإعطاء دروس في مبادئ التأليف الأدبي في جامعة إدنبرة في عام 1759. درس بلير في بداية الأمر دون أي مقابل، إلا أن شهرة دروسه كانت السبب في تأسيس فصل للبلاغة في الجامعة، ليصبح بعدها أستاذًا مدفوع الأجر. عيّن جورج الثالث بلير في نهاية الأمر رئيسًا للبلاغة والدراسات الأدبية؛ وهو منصب احتفظ به حتى تقاعده في عام 1783. نشر بلير عند تقاعده العديد من محاضراته التي ألقاها عن البلاغة والدراسات الأدبية.
كان بلير أحد مؤسسي الجمعية الملكية في إدنبرة عام 1783، وشغل منصب المدير الأدبي منذ عام 1789 وحتى عام 1796.

## روابط خارجية
- هيو بلير على موقع الموسوعة البريطانية (الإنجليزية)
- هيو بلير على موقع ميوزك برينز (الإنجليزية)